# 안나 마리아 몬티첼리
안나 마리아 몬티첼리(Anna Maria Monticelli, 1952년 1월 1일 ~ )는 오스트레일리아의 배우, 각본가이다.
탕헤르에서 태어났다.

## 영화
- 수치 (2008년)
- 어느 스페인 여인의 이민사 (2001년)
- 아처의 모험 (1985년)
- 엠프티 비치 (1985년)
- 히트웨이브 (1982년)
- 스매쉬 팰리스 (1982년)